# 希望にみちて -都城市歌-
「希望にみちて -都城市歌-」（きぼうにみちて みやこのじょうしか）は、日本の宮崎県都城市が制定した3代目（新設合併後の都城市としては初代）の市歌である。作詞・石原一輝、補作・都城市市歌選定委員会、作曲・新実徳英。

## 解説

### 前史
2006年（平成18年）1月1日に新設合併する以前の（旧）都城市では1933年（昭和8年）に初代、1954年（昭和29年）に2代目の「都城市歌」がいずれも郷土の詩人である富松良夫の作詞により、また1964年（昭和39年）には市制40周年を記念して「市民の歌」が制定されていたが、都城北諸合併協議会では合併後の市歌の扱いについて「市章、市民憲章、市の花木、市歌、都市宣言等については、新市において、速やかに制定する」と取り決められたため、2代目「都城市歌」と「市民の歌」は北諸県郡4町の町歌と共に合併当日を以て失効・廃止の扱いとなった。
宮崎県内の9市は平成初期の時点において全ての市が市歌を制定していたが、地方自治法上は同名旧市の名称を引き継いでいても新設合併方式を採用した場合は別個の自治体として扱われるため、合併協議会で個別に存続を取り決めた場合を除き旧市の市歌は原則として失効したものと解される。県内で都城市と同じ新設合併方式を採用した日南市と小林市では合併から早期に2代目の市歌を制定したのに対し、都城市では合併協議会の取り決めが履行されない状態が長期化し、県内9市では唯一の市歌を持たない状態となっていた。

### 制定
2013年（平成25年）、都城市では3年後の合併10周年を前に合併協議会の取り決めに基づいて3代目の市歌を制定する方針を表明し、歌詞の懸賞募集を実施した。応募総数80篇より、東京都からの応募で日本児童文芸家協会最優秀賞他の受賞歴がある石原一輝の応募作を審査委員会が補作したものを採用とし、他に佳作4篇が選ばれた。なお都城市からの入賞は2代目市歌の継承を求めていた富松良夫顕彰委員会のみで、入選作はもとより他3篇の佳作はいずれも宮崎県外からの応募であった。
作曲は選定委員会から専業の新実徳英に依頼され、2015年（平成27年）3月25日付で制定。制定意義は“「市民の願いがかなう 南九州のリーディングシティ」の実現に向け、さらなる市民の一体感の醸成、郷土愛の高揚、市のPRなどを図る”こととされている。都城市の3代目市歌制定により、宮崎県では10年ぶりに9市全てが市歌を持つこととなった。
一般市民に対しては6月28日に都城市総合文化ホールで開催した「市歌コンサート」において披露された。市では市歌を収録したCDを自主製作し、市内の学校や公民館に配布すると共に市役所で希望者に対して無償で貸し出しを行っている。また、防災無線では毎日正午と17時に市歌が演奏される。